# Eduardo Chapero-Jackson
Eduardo Chapero-Jackson (ur. 1971 w Madrycie) – hiszpański reżyser, scenarzysta i producent filmowy. Znany głównie z krótkometrażowych filmów Przeciwko ciału (Contracuerpo), W stronę światła (Alumbramiento) oraz The End. W 2001 był zastępcą producenta w filmie Inni (The Others).

## Wybrana filmografia

### Reżyser i scenarzysta
- 2005 Przeciwko ciału (Contracuerpo)
- 2007 W stronę światła (Alumbramiento) za ten film otrzymał Europejską Nagrodę Filmową
- 2008 The End
- 2011 Verbo - za ten film otrzymał nominację do nagrody Goya

### Producent
- 2001 Inni - zastępca producenta
- 2007 W stronę światła (Alumbramiento) - producent wykonawczy